# 韦斯·昂塞尔德
韦斯特利·西塞爾·安索（英語：Westley Sissel Unseld，1946年3月14日—2020年6月2日）是美国前职业篮球运动员，场上位置為中锋或大前锋，NBA50大巨星之一。
昂塞尔德在1968年NBA选秀中于第一轮第二顺位被巴尔的摩子弹队选中。在新秀赛季，他每场能拿下18.2个篮板球，使其成为继威尔特·张伯伦之后，第二位在新秀赛季拿到NBA最有价值球员称号的球员。迄今为止，仅有他们两位做到这一点。
1978年，昂塞尔德率队获得了球队历史上唯一的一次NBA总冠军。昂塞尔德雖然身高僅六呎七，但他的身體素質好，再加上他的防守態度使他在NBA禁區佔有一席之地。
1981年，昂塞尔德宣布退役，他的41号球衣随之被球队退役。1988年，昂塞尔德被选入篮球名人堂。
1987年，昂塞尔德曾出任华盛顿子弹队主教练，1994年辞职。他的执教生涯并不是很成功，总计战绩为202胜345负。
1996年，昂塞尔德出任子弹队总经理。
昂塞尔德于2020年6月2日去世，享年74岁。

## 成就／榮譽
- NBA年度最佳新秀
- NBA最有價值球員（1968-69）
- 總決賽最有價值球員（1978）
- 2次入選NBA第一陣容（1968-69）
- 1次奪得NBA總冠軍（1978）
- NBA50大巨星

## 人物评价
作为一名身高只有6英尺7英寸的壮实的中锋，他通过不懈地拼抢篮板，碎骨机一般地在内线挡切要位，和激光制导般的传球成名。他的连续弹跳的能力很强，他的两只手可以随心所欲地抢篮板球和传球。他有很好的预感和想像力，可以知道球的运动方向和队友的路线，总是能及时准确地将球传给正在机会上的队友。他跑得不快，但是动作敏捷，加上魁梧的身材，有时对手根本想不到他会这样灵活。（鮑伯·費利评）